# Gosei 1994
Il Gosei 1994 è stata la diciannovesima edizione del torneo goistico giapponese Gosei. 

## Svolgimento
- W indica vittoria col bianco
- B indica vittoria col nero
- X indica la sconfitta
- +R indica che la partita si è conclusa per abbandono
- +N indica lo scarto dei punti a fine partita
- +F indica la vittoria per forfeit
- +T indica la vittoria per timeout
- +? indica una vittoria con scarto sconosciuto
- V indica una vittoria in cui non si conosce scarto e colore del giocatore

### Fase preliminare
La fase preliminare serve a determinare chi accede al torneo per la selezione dello sfidante. Consiste in un torneo preliminare, i cui vincitori sono qualificati al torneo per la determinazione dello sfidante.

### Determinazione dello sfidante
|  | Primo turno        | Primo turno |  |  | Secondo turno     | Secondo turno |                 |                   | Terzo turno | Terzo turno |  |  | Semifinale | Semifinale |  |  | Finale | Finale |
|  |                    |             |  |  |                   |               |                 |                   |             |             |  |  |            |            |  |  |        |        |
|  | Kunio Ishii        |             |  |  |                   |               |                 |                   |             |             |  |  |            |            |  |  |        |        |
|  | Hideyuki Fujisawa  | B+2,5       |  |  | Hideyuki Fujisawa |               |                 |                   |             |             |  |  |            |            |  |  |        |        |
|  | Tadanao Kurosawa   |             |  |  | Hiroaki Tono      | W+4,5         |                 |                   |             |             |  |  |            |            |  |  |        |        |
|  | Hiroaki Tono       | W+R         |  |  |                   |               |                 | Hiroaki Tono      |             |             |  |  |            |            |  |  |        |        |
|  | Satsuo Ushinohama  |             |  |  | Tadashi Kanashima | W+5,5         |                 |                   |             |             |  |  |            |            |  |  |        |        |
|  | Keiji Nishimura    | B+R         |  |  | Keiji Nishimura   |               |                 |                   |             |             |  |  |            |            |  |  |        |        |
|  | Kaei Chin          |             |  |  | Tadashi Kanashima | W+0,5         |                 |                   |             |             |  |  |            |            |  |  |        |        |
|  | Tadashi Kanashima  | B+R         |  |  |                   |               |                 | Tadashi Kanashima |             |             |  |  |            |            |  |  |        |        |
|  | Ryuichi Muramatsu  |             |  |  | Masao Kato        | W+R           |                 |                   |             |             |  |  |            |            |  |  |        |        |
|  | Ryu Shikun         | W+R         |  |  | Ryu Shikun        |               |                 |                   |             |             |  |  |            |            |  |  |        |        |
|  | Masaki Takemiya    |             |  |  | Shigeaki Yokota   | B+5,5         |                 |                   |             |             |  |  |            |            |  |  |        |        |
|  | Shigeaki Yokota    | W+R         |  |  |                   |               | Shigeaki Yokota |                   |             |             |  |  |            |            |  |  |        |        |
|  | Naoto Hikosaka     |             |  |  | Masao Kato        | W+R           |                 |                   |             |             |  |  |            |            |  |  |        |        |
|  | Hidehito Nakamura  | B+R         |  |  | Hidehito Nakamura |               |                 |                   |             |             |  |  |            |            |  |  |        |        |
|  | Yoshihisa Miyamoto |             |  |  | Masao Kato        | W+1,5         |                 |                   |             |             |  |  |            |            |  |  |        |        |
|  | Masao Kato         | B+R         |  |  |                   |               |                 | Masao Kato        |             |             |  |  |            |            |  |  |        |        |
|  | Hideo Otake        |             |  |  | Rin Kaiho         | W+4,5         |                 |                   |             |             |  |  |            |            |  |  |        |        |
|  | Tetsuya Kiyonari   | B+R         |  |  | Tetsuya Kiyonari  |               |                 |                   |             |             |  |  |            |            |  |  |        |        |
|  | Hirotaka Sanno     |             |  |  | Shuzo Ohira       | B+R           |                 |                   |             |             |  |  |            |            |  |  |        |        |
|  | Shuzo Ohira        | W+R         |  |  |                   |               | Shuzo Ohira     |                   |             |             |  |  |            |            |  |  |        |        |
|  | Yoshio Ishida      |             |  |  | Cho Chikun        | W+6,5         |                 |                   |             |             |  |  |            |            |  |  |        |        |
|  | Satoru Kobayashi   | B+R         |  |  | Satoru Kobayashi  |               |                 |                   |             |             |  |  |            |            |  |  |        |        |
|  | Yoshio Ueki        |             |  |  | Cho Chikun        | B+R           |                 |                   |             |             |  |  |            |            |  |  |        |        |
|  | Cho Chikun         | W+4,5       |  |  |                   |               | Cho Chikun      |                   |             |             |  |  |            |            |  |  |        |        |
|  | Shungo Goto        |             |  |  | Rin Kaiho         | B+R           |                 |                   |             |             |  |  |            |            |  |  |        |        |
|  | Kimio Yamada       | W+R         |  |  | Kimio Yamada      |               |                 |                   |             |             |  |  |            |            |  |  |        |        |
|  | Satoshi Kataoka    |             |  |  | Koichi Oya        | W+12,5        |                 |                   |             |             |  |  |            |            |  |  |        |        |
|  | Koichi Oya         | W+4,5       |  |  |                   |               | Koichi Oya      |                   |             |             |  |  |            |            |  |  |        |        |
|  | Akira Ishida       |             |  |  | Rin Kaiho         | W+R           |                 |                   |             |             |  |  |            |            |  |  |        |        |
|  | Shuzo Awaji        | B+R         |  |  | Shuzo Awaji       |               |                 |                   |             |             |  |  |            |            |  |  |        |        |
|  |                    |             |  |  | Rin Kaiho         | B+R           |                 |                   |             |             |  |  |            |            |  |  |        |        |
|  |                    |             |  |  |                   |               |                 |                   |             |             |  |  |            |            |  |  |        |        |

### Finale
La finale è una sfida al meglio delle cinque partite, il detentore Kōichi Kobayashi ha affrontato lo sfidante scelto tramite il processo di qualificazione.